# Hartwig Looks
Hartwig Looks (* 27. Juni 1917 in Flensburg; † 8. Oktober 2005 in Glücksburg) war ein deutscher Marineoffizier und während des Zweiten Weltkriegs Kommandant des U-Boots U 264.

## Kriegsmarine
| Datum         | Dienstgrad           |
| ------------- | -------------------- |
| 10. Sep. 1936 | Seekadett            |
| 1. Mai 1937   | Fähnrich zur See     |
| 1. Okt. 1938  | Leutnant zur See     |
| 1. Okt. 1940  | Oberleutnant zur See |
| 1. März 1943  | Kapitänleutnant      |

Hartwig Looks, geboren im Norden Schleswig-Holsteins, trat am 3. April 1936 als Offizieranwärter in die deutsche Kriegsmarine ein und gehörte damit zur „Olympia-Crew“. Er absolvierte die Grund- und Bordausbildung sowie Fähnrichslehrgänge und wurde im September 1939 Adjutant in der 2. Zerstörerflottille. Zum April 1940 wurde er als Adjutant des Admirals der norwegischen Nordküste nach Trondheim abkommandiert, bevor im Januar 1941 seine U-Boots-Ausbildung begann. Im Juni und Juli desselben Jahres erhielt er die Baubelehrung für U 375 in der Kriegsschiffbaulehrabteilung U-Ostsee in Kiel und wurde mit Abschluss des Lehrgangs, am 19. Juli 1941, zum Ersten Wachoffizier (1. WO) des U-Boots ernannt.
Im März und April 1942 nahm er in der 24. U-Flottille in Memel erfolgreich an einem Kommandantenlehrgang teil und erhielt unmittelbar anschließend in der 6. Kriegsschiffbaulehrabteilung in Bremen die Baubelehrung für U 264. Das Boot wurde am 22. Mai 1942 unter dem Kommando von Hartwig Looks innerhalb der 5. U-Flottille zunächst in Kiel in Dienst gestellt. Zum 1. November 1942 wurde das Boot Flaggschiff der in Saint-Nazaire stationierten 6. U-Flottille.
Zu seiner ersten Fahrt lief das Boot am 3. November 1942 unter Oberleutnant zur See Hartwig Looks von Kiel zur Verlegung nach Saint-Nazaire aus. Nach Verpflegungs- und Brennstoffaufnahme in Kristiansand operierte es als Teil der U-Boot-Gruppe „Kreuzotter“ im Nordatlantik und südöstlich von Grönland. Am 17. November 1942 versenkte es aus dem Geleitzug ON 144 den griechischen Frachter Mount Taurus (Lage) mit 6696 BRT (Bruttoregistertonnen). Zwei Tage später, am 19. November 1942 sendete er ein damals geheimes und heute, nach der im Jahr 2006 geglückten Entzifferung, bekanntes Funktelegramm an den Befehlshaber der U-Boote (siehe: Beispiel im Artikel Funktelegramm). Am 4. Dezember 1942, nach 41 Tagen auf See und einer zurückgelegten Strecke von 4314 Seemeilen, lief es unbeschadet in Saint-Nazaire ein.
Die zweite Fahrt begann am 10. Januar 1943 und dauerte mehr als sieben Wochen. Es geriet zweimal, am 8. und 9. Februar, unter Flugzeugbeschuss, wurde aber nicht beschädigt.
Auf der dritten Feindfahrt ab 8. April 1943 wurde das Boot erneut von Flugzeugen angegriffen und wieder nicht beschädigt. Am 5. Mai traf es auf den Konvoi ONS-5 und versenkte zwei Schiffe, den britischen Frachter Harperley (Lage) mit 4586 BRT und das amerikanische Schiff West Maximus (Lage) mit 5561 BRT. Am 1. Juni 1943 erreichte es wohlbehalten den Stützpunkt in Lorient.
Die vierte Fahrt führte das Schiff innerhalb eines einzigen Tages, dem 4. August 1943, von Lorient zurück nach Saint-Nazaire. Auch die fünfte Fahrt, vom 15. bis 16. September, dauerte nur 24 Stunden, und verlief ohne besondere Vorkommnisse. Vom 22. September bis zum 15. Oktober 1943 befand sich U 264 über drei Wochen lang auf Patrouille.
Die letzte Fahrt begann am 5. Februar 1944. U 264 wurde mit anderen Booten zur U-Boot-Gruppe „Hai“ zusammengezogen, um mehrere feindliche Konvois anzugreifen, die die Gruppe aber erkannten und umgingen. In der Nacht vom 18. auf den 19. Februar wurde die Gruppe von einer durch den britischen Captain Frederic John Walker befehligten Hunter-Killer-Group angegriffen und U 264 durch die britischen Sloops Woodpecker und Starling versenkt. Looks erinnert sich:

„Walker bearbeitete mich zehn Stunden lang, und das war das Ende. Man warf ungefähr 100 Wasserbomben, die unter dem Boot explodierten. Wir waren an Wasserbomben gewöhnt, die über uns explodierten, doch die volle Wucht der Bomben kam nun von unten. […] und aus dem Raum der Elektromotoren wurde ein Feuer gemeldet. Wenn man getaucht ist, und ein Feuer bricht aus, dann ist es das Ende. Ich beschloss aufzutauchen, und wir schossen wie ein Sektkorken nach oben, wo wir uns innerhalb des von Captain Walker gebildeten Kreises von U-Boot-Jägern befanden. Die Mannschaft sprang ins Wasser. […] Dann versank das Boot unter mir. […] Ich hing wie ein welkes Salatblatt am Fallreep. Dann sprang ein britischer Seemann über das Deck, kletterte nach unten, griff nach meinem Kragen und sagte, ‚Komm, Seemann‘ und zog mich an Deck. Ich wurde dann in die Offiziersmesse gebracht, wo sie mich mit allen möglichen Fragen bombardierten. Einer meinte, das sei ein sehr clever geführtes Gefecht gewesen. Das war nicht ganz der Eindruck, den ich hatte.“

Die gesamte Besatzung wurde gerettet und kam in Kriegsgefangenschaft. Anders als viele andere deutsche U-Boote hatte das von Looks geführte U 264 keine Verluste zu verzeichnen. Am 29. März 1944, bereits in Gefangenschaft, wurde Looks in Deutschland das Deutsche Kreuz in Gold verliehen. Am 20. Oktober 1947 kam er wieder frei und kehrte in seine Heimat zurück.

## Bundesmarine
| Datum    | Dienstgrad       |
| -------- | ---------------- |
|          | Korvettenkapitän |
| ca. 1958 | Fregattenkapitän |
| 1960     | Kapitän zur See  |

Hartwig Looks wurde später in die Bundesmarine übernommen. Im April 1958 als Korvettenkapitän ging er in die Vereinigten Staaten, um dort sechs Landungsschiffe des Typs LSM-1/LSM(R) für das 2. Landungsgeschwader zu übernehmen, das Ende 1958 in Charleston aufgestellt und später im Marinestützpunkt Borkum stationiert wurde. Looks war bis Anfang 1961 Kommandeur des Geschwaders und wurde in dieser Position zum Fregattenkapitän befördert. 1960 war er zum Kapitän zur See befördert worden. Von Oktober 1967 bis September 1970 war er als Nachfolger von Helmut Meyer-Abich Chef des Stabes beim Befehlshaber der Seestreitkräfte der Nordsee. Anschließend wurde er Chef des Stabes der Führungsakademie der Bundeswehr. In dieser Position blieb er bis Ende September 1975. Anschließend schied er aus der Marine aus.